# Meet Me on the Left Coast
Meet Me on the Left Coast é o segundo EP de estúdio da banda The Summer Set, lançado em 12 de dezembro de 2008 pela gravadora The Militia Group. 

## Faixas
| N.º | Título             | Duração |  |
| 1.  | "Love on Our Mind" | 2:34    |  |
| 2.  | "Can You Find Me?" | 3:10    |  |
| 3.  | "L.I.T.C."         | 3:43    |  |